# Bato (Catanduanes)
Bato es un municipio filipino de quinta clase, perteneciente a la provincia de Catanduanes, en la región de Bicolandia.

## Historia
Hacia mediados del siglo XIX, el lugar, que por entonces pertenecía a la provincia de Albáy e incluía en su término a Baras, tenía contabilizada una población de 4531 habitantes, repartidos en 755 casas. Aparece descrito en el primer volumen del Diccionario geográfico, estadístico, histórico de las Islas Filipinas (1850) de Manuel Buzeta Núñez y Felipe Bravo con las siguientes palabras:

BATO: pueblo con cura y gobernadorcillo, en la isla de Catanduanes, dependiente en lo civil y político de la prov. de Albay (cap. Albay en la isla de Luzon, como á unas 15 leg. al S. O.): y en los ecl. de la dióc. de Nueva-Cáceres: sit. en terreno desigual, en la playa meridional de la isla, al N. O. de la punta Nagumbuaya, á la orilla izq. del r. de su nombre junto á su boca, en los 128° 1' 30" long. y los 13° 49' 15" lat. Disfruta de buena ventilacion, y su clima es templado y saludable. Tiene como unas 755 casas, en general de sencillísima construccion, distinguiéndose por ser de mejor fábrica la casa parroquial y la llamada tribunal; hay cárcel, y escuela de primeras letras dotada de los fondos de comunidad, á la que concurren varios alúmnos, é igl. parr. bastante buena, servida por un clérigo indio. El cementerio se halla próximo á la igl. en buena situacion, y bien ventilado. Se comunica con los pueblos limítrofes por medio de caminos buenos en tiempo de sequías, pero que se ponen intransitables en la época de las lluvias; y recibe el correo semanal establecido en la isla por medio de un baligero ó peatxon que va una vez á la semana á recogerlo á la cabecera de la prov. El term. confina por E. y S. con el mar; por O. con Birac (distante 2 y ½ leg. escasas); y por N. con los montes que forman el centro de la isla. Fertilízalo el r. mencionado que es de bastante caudal, y corre de N. á S. Sus montes producen maderas de construccion, especialmente en sus vertientes occidentales, resguardadas de los vientos de N. E., y en ellos hay bastante caza mayor y menor; tambien se recoge en los mismos miel y cera, que elaboran las abjeas sin cuidado alguno del hombre. prod. arroz, maiz, caña dulce, abacá, añil, cocos, mongos, burí, etc. Los naturales se ocupan en la agricultura y beneficio de sus prod., y en la pesca; las mugeres fabrican sinamays y otras telas. pobl. 4,531 alm., 719 ½ trib., que ascienden á 7,195 rs. plata, equivalentes á 17,987 ½ rs. vn.
(Buzeta y Bravo, 1850, pp. 371-372)

En 2020, tenía censados 21 748 habitantes.